# Komaritschi
Komaritschi (russisch Кома́ричи) ist eine Siedlung städtischen Typs in der Oblast Brjansk (Russland) mit 7686 Einwohnern (Stand 14. Oktober 2010).

## Geographie
Die Siedlung liegt gut 100 km Luftlinie südsüdöstlich des Oblastverwaltungszentrums Brjansk auf einem Hügelrücken, der die Wasserscheide zwischen dem linken Desna-Nebenfluss Nerussa und deren Zufluss Ussoscha darstellt. Die Grenze zur Ukraine verläuft gut 50 km entfernt; nahe Komaritschi grenzt die Oblast Brjansk an die Oblaste Orjol und Kursk.
Komaritschi ist Verwaltungszentrum des gleichnamigen Rajons Komaritschi.

## Geschichte
Der Name der Siedlung geht auf die Bezeichnung der umliegenden Gegend zurück, die sich erstmals um die Wende zum 16. Jahrhundert nachweisen lässt, als das Gebiet an das Großfürstentum Moskau angeschlossen wurde. Als Teil des Ujesds Sewsk war die Komaritschier (Komarizkaja) Wolost mit mehreren Dörfern im Besitz des Moskauer Hofes.
Der heutige Ort entstand  gegen Ende des 19. Jahrhunderts als Siedlung bei einer Bahnstation, als die erste Verbindung zwischen Moskau und Kiew über Lgow gebaut wurde. Als Gründungsjahr gilt das Jahr der Eröffnung der Strecke 1897. Schon wenige Jahre später verlor dieser Streckenabschnitt allerdings mit dem Bau einer kürzeren Verbindung zwischen Nawlja und Konotop einen Teil ihrer Bedeutung.
Das sich trotzdem entwickelnde Komaritschi wurde 1929 Verwaltungszentrum eines neu geschaffenen Rajons, 1930 wurde das ältere Dorf Lobanowo eingemeindet. Im Zweiten Weltkrieg war die Siedlung von Anfang Oktober 1941 bis Herbst 1943 von der deutschen Wehrmacht besetzt. 1957 erhielt Komaritschi den Status einer Siedlung städtischen Typs.

### Bevölkerungsentwicklung
| Jahr | Einwohner |
| ---- | --------- |
| 1939 | 2763      |
| 1959 | 5384      |
| 1970 | 6591      |
| 1979 | 7495      |
| 1989 | 8053      |
| 2002 | 7234      |
| 2010 | 7686      |

Anmerkung: Volkszählungsdaten

## Wirtschaft und Infrastruktur
Die Wirtschaft des Ortes ist von der Verarbeitung der Erzeugnisse des umliegenden Landwirtschaftsgebietes geprägt; es gibt eine Zuckerfabrik und eine Molkerei.
Komaritschi liegt an der Eisenbahnstrecke Nawlja – Lgow (Streckenkilometer 479 ab Moskau; 55 km ab Nawlja). Etwa 20 Kilometer westlich von Komaritschi führt die Fernstraße M3 von Moskau zur ukrainischen Grenze und weiter in Richtung Kiew vorbei. Die Straße von der M3 nach Komaritschi für in östlicher Richtung weiter in die Oblast Orjol, dort über die Kleinstadt Dmitrowsk weiter zur Fernstraße M2 bei Kromy.